# Esteban Trueba
Esteban Trueba es un personaje ficticio de la novela La casa de los espíritus de la escritora chilena Isabel Allende, donde es el personaje principal masculino. En la versión fílmica es interpretado por Jeremy Irons.

## Biografía ficticia
En su juventud pretendió a Rosa "la bella", hija de Severo y de Nívea del Valle, por lo que comenzó a trabajar arduamente en las minas para ganar una considerable fortuna que le sirviera para contraer las ansiadas nupcias. Su vida tomó un rumbo drástico cuando Rosa fue accidentalmente envenenada; la atribulación que padeció como resultado de la muerte de la amada perduró por toda su existencia.
Después de la muerte de Rosa abandonó las minas y se dedicó a restaurar la abandonada hacienda de su familia, “Las Tres Marías”. Su hermana, Férula, trató inútilmente de hacerlo desistir. Reconstruyó por completo el fundo, adquiriendo la mayor importancia en las tierras de la región. Para atenuar su soledad y pesar comenzó a violar a numerosas campesinas, siendo la primera Pancha García, hermana de su administrador, Pedro Segundo García, aquella después de un tiempo resultó embarazada y su nieto, Esteban García, tendrá un importante rol posteriormente en la novela.
La madre de Esteban había padecido bastantes años una enfermedad que la tenía en cama e inmóvil, pero su hijo se sintió incapaz de visitarla hasta el momento en que iba a morir. Esteban acudió a la capital, aprovechando el viaje para pedirle a los Del Valle la mano de alguna de sus hijas, la única que quedaba era Clara, con quien finalmente se casó. Al poco tiempo Esteban se enamoraría apasionadamente de ella, llegando incluso a expulsar a su hermana de su casa, por los celos ante la cercanía que llegó a tener ésta con su esposa 
Al final de su vida, también mantendría una relación muy unida con su nieta Alba, y con el transcurrir del tiempo su cólera se va disminuyendo, murió en los brazos de su nieta, sabiendo que su esposa lo había perdonado póstumamente.

## Personalidad
Esteban tenía un carácter sumamente violento, lo que provocaría grandes tensiones en la familia Trueba, especialmente con su hija Blanca, a la que descubrió manteniendo una relación amorosa con Pedro Tercero García, quien había sido expulsado de la hacienda por el mismo Esteban a causa de la ideología comunista del muchacho. Este suceso marcaría también la ruptura fáctica con Clara, pues al defender a su hija la golpeó, desde entonces no le dirigiría más la palabra.
En sus últimos años de su vida, Trueba se convierte en un poderoso y rico senador del Partido Conservador, y por toda su vida fue un ferviente anticomunista, llegando incluso a proponer y apoyar el golpe militar que derrocó al gobierno Socialista.